# Mauremys nigricans
Mauremys nigricans är en sköldpaddsart som beskrevs av  Gray 1834. Mauremys nigricans ingår i släktet Mauremys och familjen Geoemydidae. IUCN kategoriserar arten globalt som starkt hotad. Inga underarter finns listade i Catalogue of Life.
Arten förekommer i sydöstra Kina, i Vietnam samt på Hainan och Taiwan.